# Hyllstofta
Hyllstofta är en småort som huvudsakligen ligger i Klippans kommun, en mindre del ligger i Perstorps kommun.
Hyllstofta är känt för sin skytteförening och var tidigare också känt för sitt fotbollslag HIF (Hyllstofta Idrottsförening).
Hyllstofta består mest av gamla hus. Det äldsta är gamla affären, vars tidigaste ritningar och beskrivningar är från 1890-talet; dock förmodas byggnaden vara äldre.